# Бенкей
Сайто-но Мусасібо Бенкей (яп. 西塔の 武蔵坊 弁慶, Saitō-no Musashibō Benkei; 1155—1189), або просто Бенкей (яп. 弁慶), — японський воїн-монах (сохей) пізнього періоду Хейан, котрий служив національному герою, полководцю Мінамото-но Йосіцуне. Зазвичай зображувався як людина великої сили й твердої вірності. Пригоди Бенкея —  популярна тема японського фольклору. Через те, що хроніка «Адзума каґамі» («Дзеркало сходу») про події 1180—1266 рр. згадує про нього тільки двічі, більша частина історії вважається вигадкою. Його життя було прикрашене і спотворене в пізніших творах (героїчні поеми гікейкі, постановки театрів кабукі та но тощо).

## Біографія
Розповіді про народження Бенкея значно різняться. У деяких говориться, що його батько був головним священником при храмі, який нібито зґвалтував дочку коваля, майбутню матір Бенкея. Інші бачать у ньому нащадка бога. Багато-хто наділяє його демонічними рисами, представляючи довговолосою дитиною з довгими зубами. В юності Бенкея, можливо, називали Онівака (яп. 鬼 若, Oni waka) — або «Демонічне дитя», зокрема існує багато гравюр укійо-е, що зображують сцени на тему «Пригоди Онівакамару».
У ранньому віці Бенкей вступив до монастиря і багато подорожував по різних оселях Японії. У цей період японські буддійські монастирі були важливими адміністративними та культурними центрами, а також самостійними військовими організаціями. Як і багато інших ченців, Бенкей, ймовірно, навчався володінню мечем-косою наґінатою. У віці сімнадцяти років його зріст, як говорили, становив понад два метри. Залишивши монастир, Бенкей став ямабусі — членом товариства гірських ченців-відлюдників, які були пізнавані за чорними головними уборами. У такому капелюсі Бенкей часто зображувався на японських гравюрах. 
Бенкей, за переказами, прийшов на міст Годзе в Кіото, де роззброював кожного фехтувальника, який проходив, і в кінцевому підсумку зібрав 999 мечів. Але під час свого тисячного поєдинку сам був переможений Мінамото-но Йосіцуне, сином воєначальника Мінамото-но Йосітомо. Відтак Бенкей стає васалом Йосіцуне і б'ється поряд із ним під час війни проти клану Тайра (1180—1185). Йосіцуне приписують більшу частину воєнних успіхів клану Мінамото проти група давніх родів Тайра, особливо остаточну перемогу в морській битві в затоці Данноура. Однак після недовгого тріумфу проти Йосіцуне виступив його старший звідний брат Мінамото-но Йорітомо.
Настали два роки випробувань, під час яких Йосіцуне був оголошений поза законом, але Бенкей залишався його вірним супутником. Зрештою, вони були оточені в замку Коромоґава-но-тате (див. Битва на річці Коромо). Коли, усвідомивши свою поразку, Йосіцуне віддалився до внутрішньої сторожової вежі замку задля ритуального самогубства (сепуку), Бенкей виступив на міст перед головними воротами, щоб дати йому час. Розповідають, що солдати боялися перетнути міст, мало хто наважився протистояти Бенкею. Усіх, хто це зробив, спіткала швидка смерть. Коли бій уже добігав кінця, солдати помітили, що пронизаний стрілою і весь покритий ранами Бенкей стояв не рухаючись. І коли сміливці перетнули міст і наблизилися до нього, то гігант впав — він помер стоячи. Цей вид смерті став відомий як «стояча смерть Бенкея» (яп. 弁慶の立往生, Benkei no tachiōjō, «Бенкей-но татьодзьо»).

## Постановки про Бенкея
Відданість і слідування обов'язку честі робить Бенкея вельми популярним персонажем в японському фольклорі. В одній із постановок театру кабукі перед Бенкеєм поставлена моральна дилема: перетнути міст або залишитися зі своїм сюзереном. Апогей драми, її кульмінаційний момент, — коли чернець, розуміючи своє становище, клянеться зробити те, що повинен. В іншій постановці, Бенкей навіть убиває свою власну дитину, щоб урятувати дочку господаря. У постановці театру но під назвою «Атака», Бенкей виступає господарем самому собі (замаскованим під портьє), щоб уникнути викриття. «Атака» (яп. 安宅, Ataka) була пізніше адаптована до жанру кабукі під назвою «Кандзінтьо» (яп. 勧進帳, Kanjinchō, «Список передплати»), а режисером Куросавою Акірою був знятий кінофільм 1945 року «Чоловіки, що йдуть по сліду тигра».